# Hildegard Trabant
Hildegard Johanna Maria Trabant, z domu Pohl (ur. 12 czerwca 1927 w Berlinie, zm. 18 sierpnia 1964 tamże) – Niemka, która zginęła podczas próby przekroczenia muru Berlińskiego.

## Życiorys

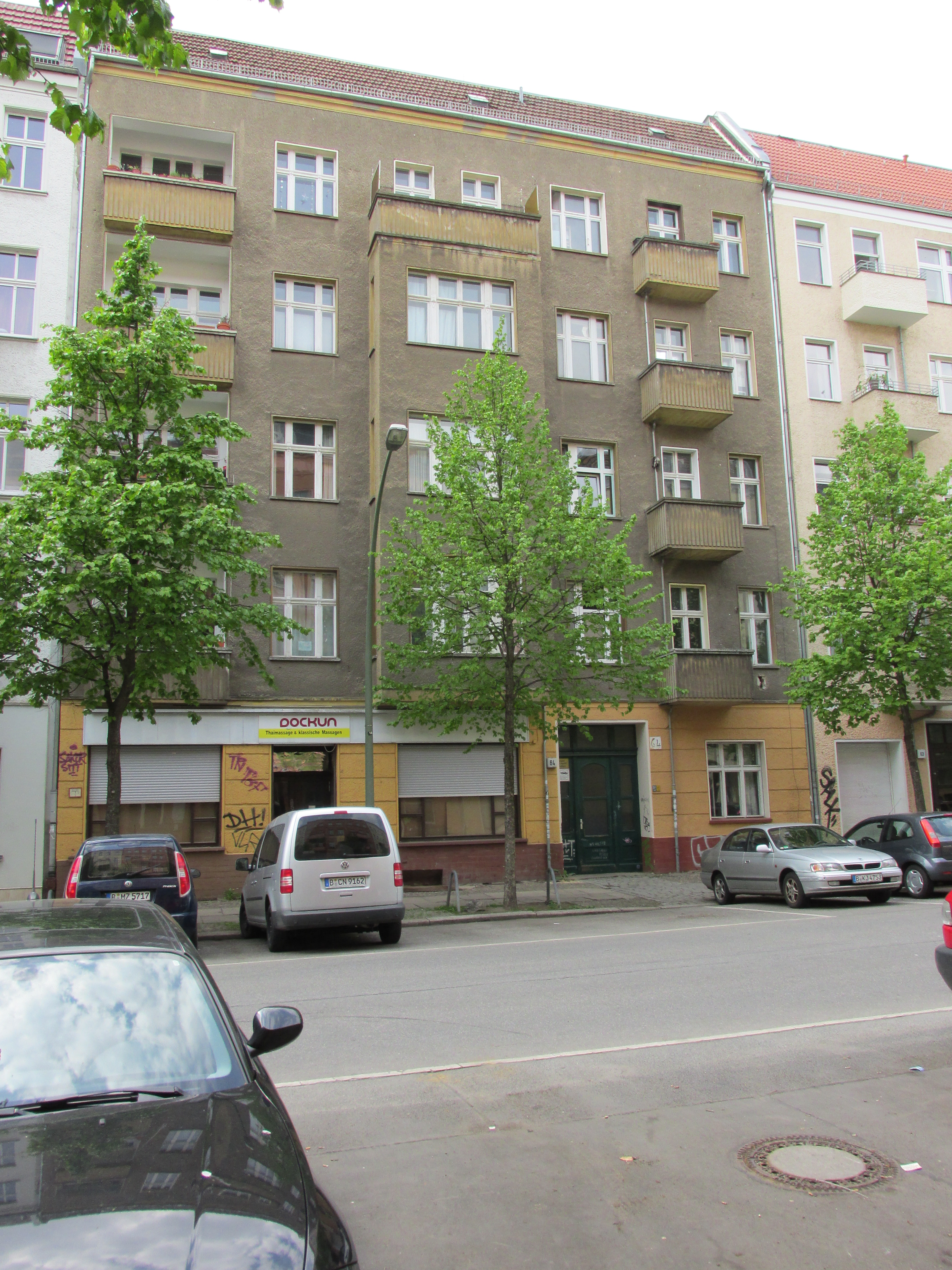
Dawne mieszkanie Hildegard Trabant przy Richard-Sorge-Straße 64 (teraz, Tilsiter Straße 64), w dzielnicy Friedrichshain, w 2014 roku

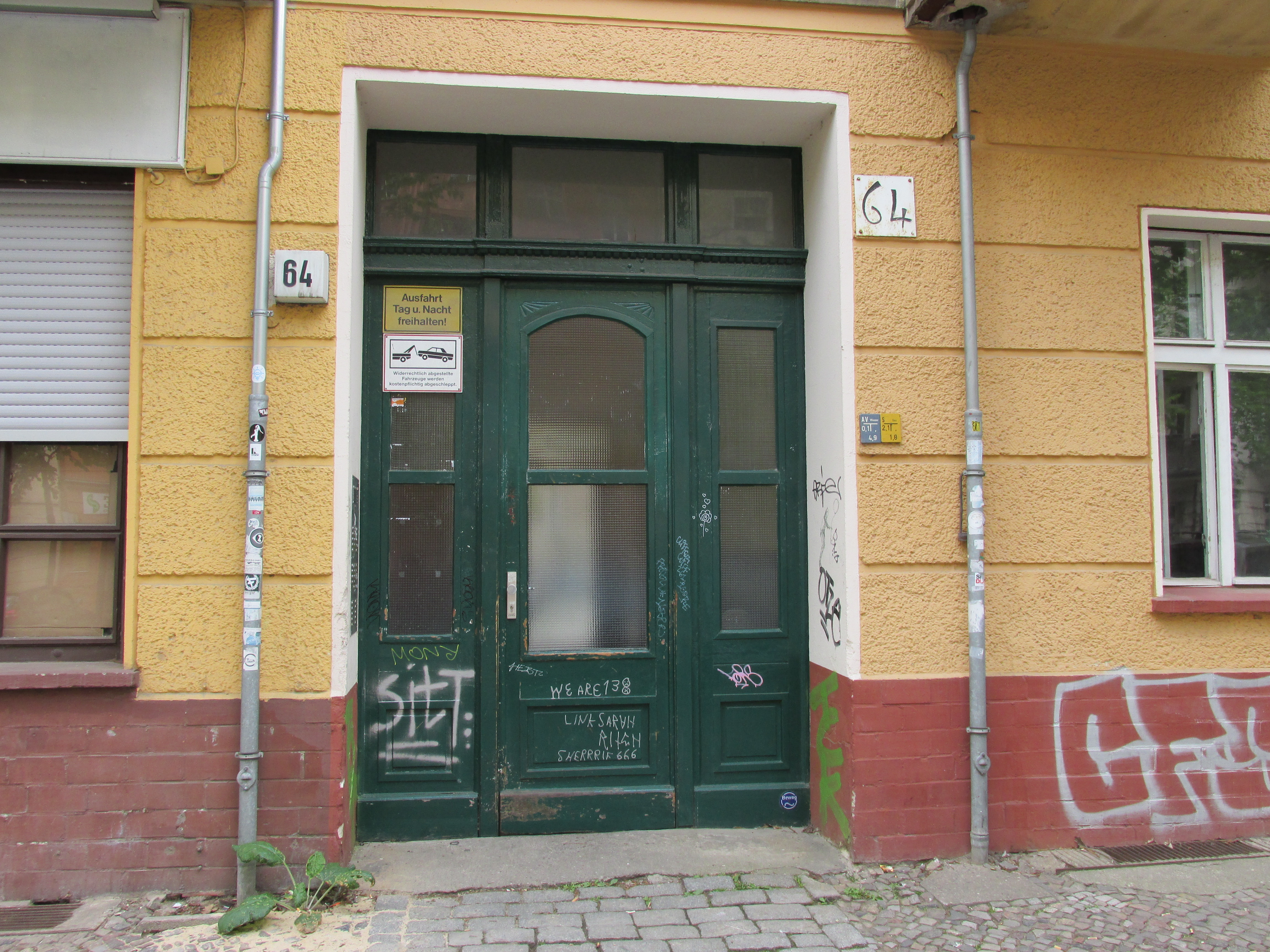
Richard-Sorge-64-Strasse w Berlinie. Wejście do budynku dawnego mieszkania Hildegard Trabant, w dzielnicy Friedrichshain, w 2014 roku

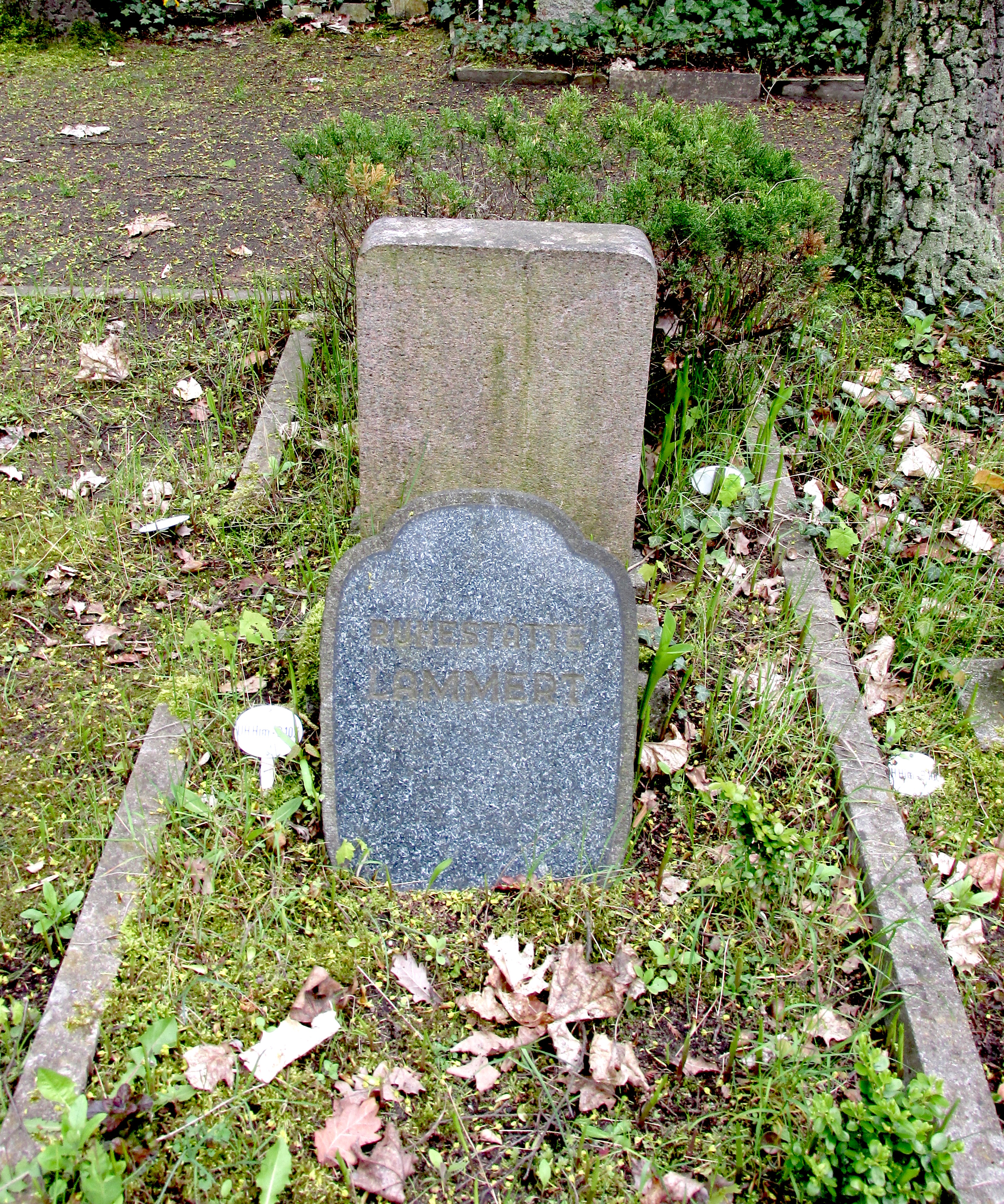
Grób Hildegard Trabant na Cmentarzu Nordend w dzielnicy Rosenthal. Oznaczony jako UH Him – B102, w 2014 roku

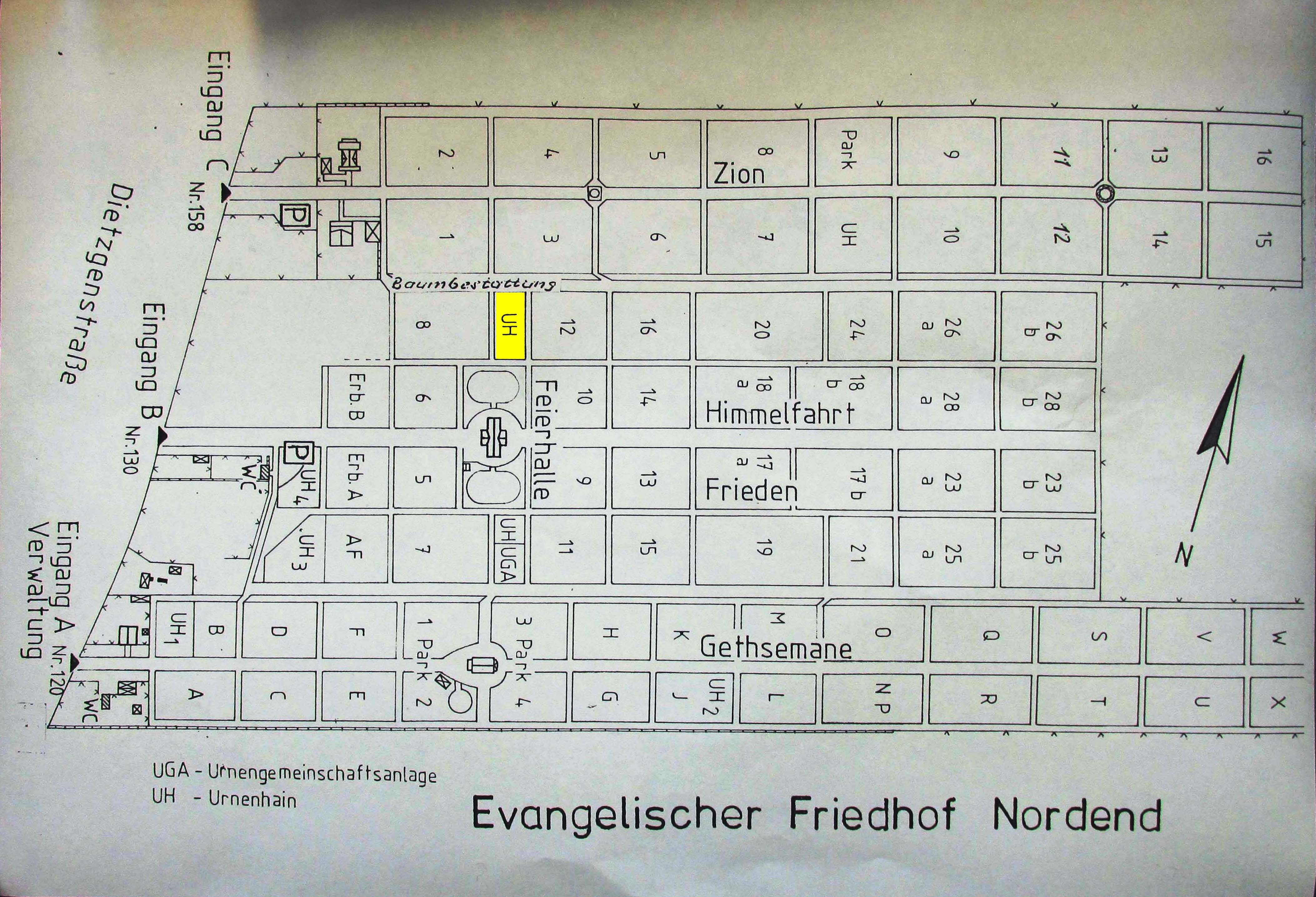
Mapa Cmentarza Nordend w Berlin-Rosenthal. Lokalizacja grobu Hildegard Trabant jest oznaczona żółtym kolorem.

Hildegard Trabant urodziła i wychowała się w Berlinie. Była lojalna wobec władz wschodnioniemieckich; wstąpiła 1949 r. do Socjalistycznej Partii Jedności Niemiec, która powstała w tym samym roku. Była ceniona jako aktywny członek partii. W 1954 roku wyszła za mąż za oficera Ludowej Policji, który służył w wydziale paszportów i rejestracji. Mieszkali w dość prestiżowym osiedlu na Tilsiter-Straße 64 (dziś Richard-Sorge-Straße 64), koło Strausberger Platz w dzielnicy Friedrichshain w Berlinie. Możliwe że, mogli tam mieszkać, gdyż zajmowała kierownicze stanowisko w miejskiej administracji mieszkaniowej. Do próby ucieczki z NRD doprowadziły ją prawdopodobnie powody o charakterze osobistym, związane z przemocą domową. Miała kilka dużych starć z mężem, który dostał związane z tym ostrzeżenie od przełożonych w policji.

## Śmierć
O godzinie 6:50 rano, 18 sierpnia 1964, Hildegard Trabant próbowała przekroczyć granicę między Berlinem Wschodnim a Berlinem Zachodnim. Została zauważona przez straż graniczną NRD, a następnie ostrzelana. Zmarła po około godzinie w klinice Policji Ludowej (teraz klinika Bundeswehry); miała 37 lat. Jej Mąż w obecności przełożonych, nie mógł lub nie chciał komentować okoliczności, które doprowadziły do jej próby ucieczki z NRD.
Hildegard Trabant była jedną z ośmiu kobiet, ofiar muru Berlińskiego, z co najmniej 140 ofiar ogółem. Z wszystkich ofiar muru Berlińskiego sklasyfikowanych jako uciekinierzy/nieudani uciekinierzy, była chyba jedyną, która była lojalna wobec władz NRD.

## Pogrzeb
Hildegard Trabant została pochowana 23 września 1964 na cmentarzu Frieden-Himmelfahrt (obecnie ewangelicki cmentarz Nordend), na północ od Pankow, w Rosenthal. Została pochowana w „grobie liniowym”, co oznacza, grób, do którego prawo wygasa po 20 latach zgodnie z ustawą NRD o miejscach spoczynku, i który nie staje się „grobem rodzinnym”. Grób jest zadbany, rodzina w dalszym ciągu opiekuje się grobem, lub innego członka rodziny pochowano tam niedawno. Okres pochówku „wygasł” w 1984 roku i ta część cmentarza została uregulowana. Jej urna pozostaje tam, jak i wszystkie urny tam pochowanych, ale teraz pod innym oznaczeniem miejsca. Wcześniej grób był oznaczony UH Him – 234a. Nowe oznaczenie grobu to UH Him – B102.

## Następstwa
W przeciwieństwie do prawie wszystkich innych zgonów przy murze berlińskim, śmierć Hildegard Trabant była zupełnie niezauważona w Berlinie Zachodnim. To stało się dopiero 26 lat później (październik 1990), kiedy w 1964 roku wschodnioberlińskie dokumenty zostały przekazane niemieckiej federalnej władzy sądowniczej. Po dłuższym postępowaniu, Kurt Renner, strażnik, który strzelał do niej, został skazany za nieumyślne spowodowanie śmierci na karę jednego roku i dziewięciu miesięcy więzienia, która została zastąpiona później okresem próbnym. Również w przeciwieństwie do prawie wszystkich innych ofiar muru Berlińskiego, było oczywiste, że kiedy strzelano do niej, ona już zaniechała próby ucieczki z Berlina Wschodniego i wracała do wewnętrznej ściany, aby uniknąć aresztowania.